# Roel Sluiter
W.R. (Roel) Sluiter (Den Haag, 17 januari 1954) is een Nederlandse bestuurder en politicus van de PvdA.

## Biografie
Na een lerarenopleiding studeerde Sluiter af aan de Rijksuniversiteit Groningen in geschiedenis. Van 1981 tot 1994 was hij leraar geschiedenis en maatschappijleer aan de Stedelijke Scholengemeenschap in Leeuwarden. Daarna was hij zes jaar afdelingsdirecteur bij OSG de Delta in Leeuwarden en daarna was hij tot 2001 adjunct-directeur bij de scholengemeenschap Piter Jelles eveneens in Leeuwarden.
Sluiter was in zijn studententijd actief binnen de CPN en ook nadat hij in 1984 naar Leeuwarden verhuisde bleef dat nog enige tijd zo. Rond 1990 sloot hij zich aan bij de PvdA. Vanaf 1994 zat hij voor die partij in de Leeuwardense gemeenteraad. Eind 2001 volgde hij zijn opgestapte partijgenote Hermien de Haan op als wethouder. Na bijna negen jaar wethouderschap keerde hij als beleidsadviseur terug naar Piter Jelles.
Op 22 februari 2012 werd Sluiter waarnemend burgemeester van Harlingen. Op 28 mei 2015 werd hij daar de kroonbenoemde burgemeester. Op 1 juli 2020 heeft Sluiter aan de gemeenteraad meegedeeld dat hij aan het einde van zijn ambtstermijn in mei 2021 aftreedt. Op 31 mei 2021 werd hij in Harlingen opgevolgd door Ina Sjerps.